# ويليام إتش سوانسون
ويليام إتش سوانسون (بالإنجليزية: William H. Swanson)‏ هو رائد أعمال أمريكي، ولد في 1949 في كاليفورنيا في الولايات المتحدة.

## وصلات خارجية
- ويليام إتش سوانسون على موقع إن إن دي بي (الإنجليزية)